# Contrafeito

Ilustração de onde se localiza o contrafeito em um navio.

Contrafeito é um local rebaixado no costado de uma embarcação em que se instala uma peça de artilharia ou aloja uma outra embarcação.